# Мала Весь (Плонський повіт)
Мала Весь (пол. Mała Wieś) — село в Польщі, у гміні Рацьонж Плонського повіту Мазовецького воєводства.
Населення — 127 осіб (2011).
У 1975-1998 роках село належало до Цехановського воєводства.

## Демографія
Демографічна структура станом на 31 березня 2011 року:
|          | Загалом | Допрацездатний вік | Працездатний вік | Постпрацездатний вік |
| -------- | ------- | ------------------ | ---------------- | -------------------- |
| Чоловіки | 63      | 16                 | 38               | 9                    |
| Жінки    | 64      | 18                 | 29               | 17                   |
| Разом    | 127     | 34                 | 67               | 26                   |